# Santa Teresa del Tuy
Santa Teresa del Tuy es una ciudad venezolana, fundada en 1761, elevada a parroquia de Santa Teresa de Jesús el 14 de octubre de 1771, celebra sus fiestas patronales el 15 de  octubre, asociando este día y mes con el del año 1582 cuando la patrona inicia su vida eterna y celestial; había nacido en Ávila, España en 1515. población ubicado en centro-norte del país, al suroeste del estado Miranda, es la capital del municipio Independencia desde la constitución del mismo el 5 de diciembre de 1967, ocupa 245 km² de la extensión total del municipio, dejando 39 km² a la parroquia Cartanal; es también cabecera de la parroquia del mismo nombre.
Santa Teresa del Tuy está a unos 60 km de Caracas y pertenece a la subregión: Los Valles del Tuy, junto con Ocumare del Tuy, San Francisco de Yare, Charallave, Cúa y Santa Lucía del Tuy.
Aunque para el año 2005 se estimaba una población de aproximadamente 260 899 habitantes en el municipio Independencia del estado Miranda, los resultados preliminares del censo de 2023 reflejan una disminución significativa, registrando una población de 172 247 habitantes. Esta diferencia evidencia un proceso de emigración interna, motivado por condiciones de vida adversas y diversos factores socioeconómicos. 
Estas condiciones han contribuido a que el municipio Independencia descienda del primer al tercer lugar en población dentro de la región de los Valles del Tuy.
No obstante, la ciudad ha establecido una conurbación con el municipio Paz Castillo, generando un continuo urbano cuya población conjunta asciende a 301 943 habitantes.
Fue elevada a parroquia eclesiástica el 14 de octubre de 1771 y celebra sus fiestas patronales el 15 de octubre por ser el día de Santa Teresa de Jesús. Se cultivaba cacao en el siglo XVIII.
Dentro de la parroquia se encuentran urbanizaciones residenciales: como Las Flores, El Habanero, Buena Vista, Ciudad Losada, Independencia, Gran mariscal de Ayacucho, La Esperanza, Elbano Mibelli y Bicentenaria; algunas urbanizaciones industriales: el Cujial, Paraíso del Tuy; y algunas barriadas populares como: San José, El Vizcaíno, La Tortuga, Morocopito, 12 de marzo, La Cruz entre otras.
En la parroquia Cartanal se encuentra las urbanizaciones residenciales: Cartanal, Luis Tovar y Dos Lagunas; las urbanizaciones industriales: Dos Lagunas y Tomuso; y las barriadas: La Damatera, Santa Bárbara y Media Ladera entre otras.
Al oeste de esta población es donde desemboca el río Guaire en el río Tuy.

## Historia
- 1761 – Fundación se da esta fecha con base en lo expresado por el obispo martí donde expresa el desmembramiento de Santa Teresa de Santa Lucía en ese año ya que se  estaba fundando como nuevo pueblo.
- 1783 – Visita Pastoral del Obispo Mariano Marti. la más completa reseña de la población en tiempos de la colonia
- 1771 – Parroquia corresponde a la creación de la parroquia el 14 de octubre y cuya celebración anual motiva las fiestas patronales cada 15 de octubre de 1967 Distrito corresponde esta fecha al momento en que la Asamblea Legislativa del estado Miranda creó el distrito Independencia el 5 de diciembre con capital en Santa Teresa del Tuy.
- 1990 – Cambia la denominación político territorial a municipio con dos parroquias: la Antigua Santa Teresa del Tuy y la nueva parroquia Cartanal.

## Símbolos

### Himno
Su autoría recae sobre el profesor Pedro Gerardo Suárez. El 5 de diciembre de 1997 es oficializado como himno oficial del municipio independencia.
Coro
Tereseño levanta tu voz
que resuene con fuerza y valor 
y que el canto te inspire la meta 
de justicia, de paz y de honor. 
Tereseño levanta tu voz, 
que resuene con fuerza y valor 
y mantén en tu canto la lucha
para hacer de este pueblo el mejor.
I
Que el escudo y bandera proclame,
nuestras luces y fuerza moral,
rescatando nuestra democracia,
respetando nuestra identidad.
II
Que el labriego a su campo regrese,
al cacao y al cañaveral
y el río Tuy con sus aguas le bañe,
como símbolos de libertad.
II
Es Guatopo pulmón de este Valle
con riachuelos y fresco verdor
tan gentil es su naturaleza,
que nos brinda pureza y amor.
IV
Que el maestro la escuela te ofrezca,
la herramienta para trabajar,
y el tuyero en su golpe nos cante
nuestra música tradicional.
Autor: Prof. Pedro Gerardo Suárez.

### Bandera

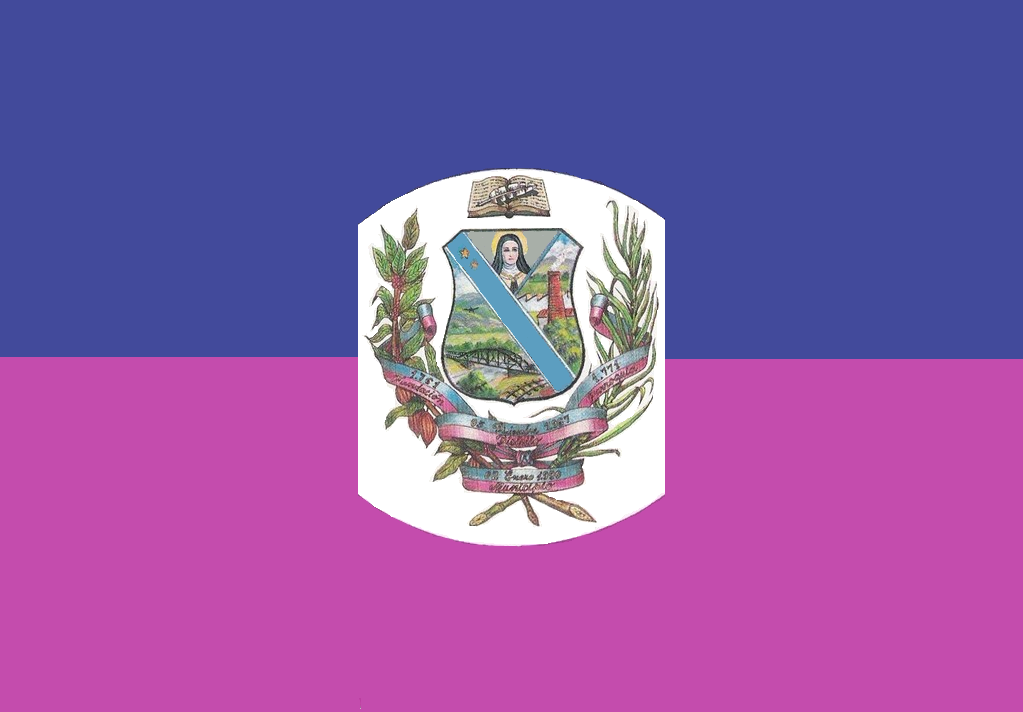
Bandera del municipio Independencia

La Bandera del municipio Independencia es una alegoría mediante sus dos franjas a la identidad del pueblo tereseño. Fue diseñada por el cronista Ángel Ali Alemán y cofeccionada por Mirma Alcala de González. El 5 de diciembre de 1996 se convierte en bandera oficial.
- La franja azul horizontal es alegórica al caudaloso y cristalino río Tuy de otros siglos, el cual atraviesa al municipio independencia en su recorrido de oeste a este, El río Tuy se puede considerar la fuente de vida de los pueblos tuyeros.
- La franja fascia es alegórica a las razas que poblaron nuestro pueblo tereseños en sus orígenes: los blancos conquistadores españoles dueños de haciendas, los negros esclavizados para la producción agropecuaria y los indígenas de la etnia Quiriquires y Mariches que habitaron esta tierra dividiendo ambos territorios indígenas en el punto donde desemboca el Guaire al Tuy.
- El escudo al centro de la bandera reseña los aspectos más importantes de carácter socioeconómico, sociopolítico y sociocultural del municipio Independencia.

### Escudo

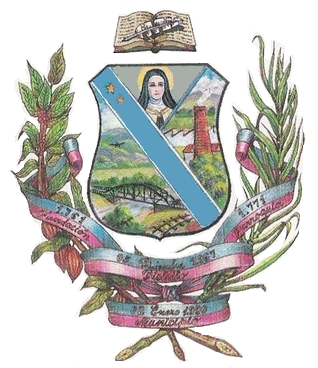
Escudo del municipio Independencia

El escudo en su descripción narra la historia del municipio independencia. El libro abierto sobre el escudo es alegórico a la condición de escritora de la patrona Santa Teresa de Jesús. El mismo fue diseñado por Marcos González, Nelly Chacón, Pedro Correa y Yusmaira Gómez. El 15 de octubre de 1996 se convierte en escudo oficial.
- La imagen de la Patrona Santa Teresa de Jesús nacida en Ávila España en 1515 y fallecida en 1582 siempre se identifica en las alegorías por vestir como monja carmelita y llevar en las manos un libro.
- La franja azul es alegórica al limpio y caudaloso río Tuy de otros siglos y sus estrellas la mayor representa la parroquia Santa Teresa y la menor la parroquia Cartanal.
- La chimenea de piedra junto a las nuevas industria se refiere a la economía agropecuaria del pasado y la economía industrial, comercial y de servicio del presente.
- La montaña de Guatopo es alegórica al territorio de más de un 50 % que ocupa este parque en el municipio Independencia; junto a la montaña vemos el puente viejo Construido en 1924 y los rieles del ferrocarril del pasado.
- El avión militar AT-6 sobre Santa Teresa del Tuy, el 13 de septiembre de 1945 piloteado por el sargento 1.º Luis Enrique Ochoa, hace un aterrizae forzoso en el pueblo tereseño y se convierte en el primer aterrizaje de una aeronave en tierras del estado Miranda.
- Las ramas de café, cacao y caña de azúcar son alegóricas a la producción agropecuaria del pasado tereseños.
- Las cintas con los colores de la bandera (fucsia alusiva a las razas de blancos, indios y negros) y el azul del río Tuy limpio y cristalino de siglos pasados encierra las fechas más importantes del municipio.

## Sitios históricos y de interés Patrimonios del municipio
- Parque nacional Guatopo. El cual ocupa aproximadamente el 50% del territorio de todo el municipio. refugio de especies en peligro de extinción en diferente tipo(Jaguar, Cachicamo Gigante.
- Iglesia Santa Teresa de Jesús Construida en 1959 Sacerdote Juan Mijares

14 de octubre de 1771 aquel pequeño pueblo de Santa Teresa del Tuy que diez años antes había empezado a fundarse en el centro que hoy conocemos, ahora se convertía en parroquia de Santa Teresa de Jesús. Y desde entonces cada 15 de octubre celebra sus fiestas patronales en honor a Santa Teresa de Jesús (1515-1582). Se hace la celebración de su fiesta el día 15 asociando este día de 1771 con el de 1582 cuando nuestra patrona según la fe católica inició su vida eterna y celestial.
- Las ruinas del Ingenio Mopia. Patrimonio del municipio
- El puente viejo.Construido en 1924 Patrimonio del municipio
- La estación principal del ferrocarril. Patrimonio del Municipio
- Plaza Bolívar.
- Plaza Miranda.
- Plaza Santa Teresa de Jesús

## Vías de comunicación
Para llegar a esta población se puede tomar un ramal que parte desde el Distribuidor Los Totumos en la Autopista Regional del Centro. También se accede desde Santa Lucía donde a su vez se llega a través de una carretera desde Petare, igualmente se accede por una carretera que parte desde Oripoto en el municipio El Hatillo pasando por Santa Lucía, y finalmente se puede acceder por otra carretera desde Caucagua (lo cual permite la comunicación con Barlovento y el oriente del país).

## Autoridades
- Alcalde: Rayner Jesús Pulido Fuentes.

Concejo Municipal
- Alexander Hidalgo (PSUV).
- Yusbelys Ávila (PSUV).
- Yereima Guzmán (PSUV).
- Sor Teresa Gómez (PSUV).
- Jesús Rivas (PSUV).
- Zurby Purica (PSUV).
- Luis Nieto (PSUV).
- Luis Serrano (Podemos).
- José Granados (Fuerza Vecinal).

## Elecciones municipales de alcalde 2017
Ismael Ricardo Capinel Torres   votos 38.538 (83,18 %) Adjudicado alcalde del municipio Independencia.
Félix Bautista Mayz García Votos 4.213 (8.86 %).
Angelotti Octavio Votos 1.618 (3,4 %).
Fernando Orozco Votos 915 (1,92 %).
Orlando Saavedra Votos 639 (1,34 %).
Georgelina Gil Votos 607 (1,27%).

## Centros Comerciales
- Centro Comercial Santa Teresa.
- Centro Comercial La Asunción.
- Centro Comercial Las Flores.
- Centro comercial Paseo Tuy. Es el más grande de los Valles del tuy. También una de las principales atracciones del Tuy, construcción que fue pensada con la idea de integrar a habitantes de los Valles del Tuy.
- Ciudad traki.

Biblioteca pública Juan Vicente González

## Educación universitaria
- Universidad Nacional Experimental Politécnica de la Fuerza Armada Nacional Bolivariana (UNEFA)
- Universidad Nacional Experimental Simón Rodríguez (UNESR)
- Universidad Bolivariana de Venezuela (UBV)
- Universidad Politécnica Territorial de los Valles de Tuy (UPTVT)

## Cronología
Siglo XVSe cree por investigaciones diversas que el luego conocido como río Tuy, era navegado en las proximidades de lo que sería posteriormente Sta. Teresa por indígenas de las tribus Quiriquires y Tumuzas.
Siglo XVICon la llegada de los conquistadores se le ha atribuido el nombre del río "Tuy·" en recuerdo de una ciudad española, también se asocia con el vocablo indígena que significa agua de yuca y con el cantar de una pequeña ave acuática en sus orillas de canto tui-tui.
Antes de ser conocida esta región tuyera como Valles del Tuy medio, los conquistadores designaron con el nombre de Salamanca al territorio comprendido entre lo que sería Charayave y la Sabana de Ocumare. El territorio fue dado en encomienda a Garci González de Silva y Francisco Infante, correspondiéndoles pacificar los valles del Tuy y Guaire.
Para la época de 1572 la confluencia del río Guaire en el río Tuy señalaba la división de los territorios de los indígenas Mariches y Quiriquires (este punto estaría en el futuro en jurisdicción de Santa Teresa). Para esta época ocurrió la llamada batalla del Guaire, uno de los caciques más famosos muertos en sus orillas fue Tamanaco. En 1577 muere el cacique Acuareyapa de las tribus del Tuy en enfrentamiento con los conquistadores.
1515. Nace en la ciudad española de Ávila en Castilla la Vieja, Teresa de Cepeda y Ahumada (Santa Teresa)..
El 14 de octubre de 1582 muere en Alba de Tormes, la Madre Teresa de Jesús. El 12 de marzo de 1622, el Papa Gregorio XV la canoniza con el nombre de Santa Teresa de Jesús en las imágenes alegorías se le reconoce por portar una pluma y un libro ya que fue también escritora.
1630- En la zona que ocuparían Sta. Lucía y Sta. Teresa habitaba un piache (cujaro o mohan) de nombre Mapuriche o Guapuriche, muy famoso por sus facultades curativas.
Siglo XVIII Se inicia en este siglo la agrupación de los primeros pobladores de esta tierra tereseña, es un proceso paulatino en el cual no se registra ninguna ceremonia histórica
Se habla de Pueblo viejo en lo que es hoy el cruce entre la carretera a Sta. Lucía y la entrada a Ciudad Losada, como el origen de la población tereseña.
1761- Este año es asociado por algunos investigadores como el de la fundación de Sta. Teresa.
1762- Se habla de un inventario ordenado por el Obispo Diego Ponce al padre Antonio Monasterio Cura de Sta.Teresa.
1766- Los libros de los censos de la Iglesia Colonial venezolana, hablan del Valle Abajo de Santa Lucía, feligresía de Santa Teresa. Según estos documentos se puede establecer que el Capitán Pedro Martín de León, Don Bartolomé del Castillo, Don Miguel Serrano entre otros eran dueños de haciendas en Santa Teresa. Estos documentos se encuentran en el palacio arzobispal y permiten conocer sobre las haciendas de los valles del Tuy y sus dueños durante la colonia
1771- El obispo Diego de Mandroñero, dispone que sea erigida la iglesia en parroquia de Santa Teresa de Jesús y como sacerdote se designa a José Rosalío del Carpio.
1780- Se señala como el año en que es fundado el oratorio de Santa Teresa por el Capitán Pedro Martín de León.
1783- 21 de junio el obispo Mariano Martí hace su visita pastoral a Santa Teresa y reseña 854 almas (personas) distribuidas en; 121 blancos, 136 indios, 104 mulatos, 58 negros libres y 435 esclavos.
1790- De acuerdo con un censo del vicario Roberto Rivas, hacia los lados de Sta. Lucía y Sta. Teresa había 85. 275 árboles de café y 115.275 en almácigos; en la parte de Santa Teresa Don Francisco Navarro contaba con 8.000 árboles.
En el siglo XVIII, la producción agrícola de Santa Teresa se había afianzado en las tierras bañadas por los ríos y quebradas que desembocan al río Tuy como son el Guaire, y Taguacita y las quebradas Morocopo, Casupito, Casupo grande, etc.
Siglo XIX- Para este siglo ya existía la hacienda Mopia que perteneció a Don Martín Tovar Ibáñez (abuelo del gran pintor)
Entre 1808 y 1812 hubo enfrentamientos entre este dueño de Mopia y los Hechezuria.
1812- Según fuentes del Archivo Arzobispal en Santa. Teresa había 392 blancos, 236 pardos, 224 indios y 271 negros.
1813- Es época de guerra de independencia y un alzamiento contra la república en las proximidades de San Casimiro trae a los alzados hasta Sta. Teresa y Sta. Lucía donde saquean a los pobladores. En septiembre son sometidos en la zona de su alzamiento por las tropas de Francisco Montilla.
1822- Se solicita la creación del Cantón de Sta. Lucía que también integrara a Sta Teresa. Luego esta integración sería el distrito Paz Castillo.
1825- La población del Cantón de Sta. Lucía es de 4.272 hab
En las actas del Cabildo de Petare, el Dr. Pastor Oropeza hace referencia a un trabajo iniciado 3 años antes, donde refiriéndose al río Tuy, anota que el caudal de agua en época de lluvia es un factor de mortalidad y en solo un año a causado 18 ahogados y cierra el paso a Santa Teresa del Tuy.
1833- La expansión del café en el Cantón Sta Lucía es notable, sobre todo la producción de arroz y maíz en la parroquia de Santa Teresa. Su población está calculada en 1800 hab.
1855- En reseñas recopiladas de la Gobernación del estado, se da cuenta de como baja la producción de cacao y aumenta la de café en Sta Lucía y Santa Teresa, había 29.000 propiedades agrícolas.
1863 - Concluye este año la Guerra de Federación, el general Ezequiel Zamora, nativo de Cúa es uno de sus líderes. No se reseñas hechos ocurridos en Santa Teresa
1855- En reseñas recopiladas de la Gobernación del estado, se da cuenta de como baja la producción de cacao y aumenta la de café en Sta Lucía y Santa Teresa, había 29.000 propiedades agrícolas.
1863 - Concluye este año la Guerra de Federación, el general Ezequiel Zamora, nativo de Cúa es uno de sus líderes. No se reseñan hechos ocurridos en Santa Teresa.
1870- Este año está indicado, según las investigaciones de Manuel Díaz Freites, como el del nacimiento del Sr. Eusebio Trinidad Blanco Carballo, en media ladera y que vivió más de 100 años, el Sr. Blanco conoció el caudaloso río Tuy, y el comercio mediante canoas entre Barlovento y Puerto Mopia.
1878 - El terrible terremoto que destruyó a Cúa el 12 de abril se siente en esta población, causando algunos daños.
1888- Se inicia la construcción del Ferrocarril para los Valles del Tuy, que unirá: Chacao, Petare, Sta. Lucía, Sta. Teresa, Yare y Ocumare del Tuy, esta última en la estación de Aponte.
1891- Se conocen los siguientes sitios y caseríos de Santa Teresa del Tuy, en jurisdicción del distrito Paz Castillo, Sección Bolívar de aquel extenso estado Miranda que abarcaba casi todo el centro norte del país y tenía como capital a la ciudad de La victoria en lo que es hoy Edo. Aragua.
Sitios y Caseríos de Sta.Teresa El palmar, Jesús, La Fundación: Las minas, Las Monjas, Las Hermanitas, Las Lagunas, La Trinidad, Los Dos Manuales, Negro de Culebra la Hacienda Mopia, Morocopo, Morocopita, Pueblo Nuevo Qda Curucuti, Seuci, Tierra Negra, Manapiare, Placer, Tumina.
1897- Este año es sepultado en la iglesia de Santa Teresa del Tuy el cura párroco Fernando La Cruz, hay una placa en la iglesia de fecha 22 de diciembre
Siglo XX
1904- Este año el congreso nacional se transforma en constituyente, se reestructuran los estados y Ocumare del Tuy pasara a ser la capital del estado Miranda.
1910- Este año empieza a funcionar el Ferrocarril en su recorrido desde Petare, Sta. Lucía llegaba a Santa Teresa atravesando terrenos del antiguo pueblo viejo, frente al barrio La Tortuga, llegaba a la estación y continuaba próximo al río Tuy, pasaba frente al puente viejo y al puente nuevo, seguía tras los pinos próximos al barrio San José (El Rincón) y llegaba a la vaquera a la entrada de la población donde seguía en dirección a Yare y la estación de Aponte en Jurisdicción de Ocumare del Tuy.
Con el ferrocarril llegó uno de los personajes más recordados de esta población, su cura párroco Manuel Fulgencio Cañizares Zamora. había nacido en Caracas y ejerció en nuestra población hasta su muerte en 1955. Cañizares encontró el templo en condiciones muy precarias y con el apoyo de sus feligreses lo acondicionó como todos lo conocimos hasta fines de la década de 1950 cuando fue demolido.
1916- Con fecha 17 de junio se registró un título supletorio en la oficina subalterna de registro del distrito Paz Castillo, donde se indican los linderos de Santa Teresa del Tuy.
1918-Este año la Hacienda Mopia pasa a ser propiedad del general Elbano Mibelli Lobo, un trujillano que participó en la revolución restauradora adquirió la hacienda de otro trujillano Emilio Rivas. Mibelli paso 7 años en las cárceles de su compadre el general Juan Vicente Gómez, Mibelli llegó a ser gobernador de Caracas ministro de Agricultura, murió el 26 de junio de 1946
La hacienda Mopia produjo en 1920 300.000 kg de azúcar y al año siguiente 500.000 kg esta hacienda llegó a emplear hasta 400 personas.
Otro hecho importante de 1918 es la llegada de la luz eléctrica por una planta llamada La Guamita de un Sr. apellidado Casado de la Población de Ocumare del Tuy, esa luz apenas alumbraba la plaza y el cine.
Este año de 1918, se funda el cine, el cual antes de tener a Don Vicente Delgado como su dueño más recordado, se instaló en casa de Don Carmelo Russo, entre sus propietarios se encuentran a Don José Otero, la Compañía Sosa Rodríguez, el Señor Gaspar Garci-Aguilar y en 1940 Lo compra Don Vicente Delgado.
1919-Un médico de 19 años, Dr. Enrique Guillermo Tejera Guevara, descubre en Mene grande y Trujillo casos de Mal de Chagas, hay dudas al respecto y un nuevo caso descubierto en Santa Teresa del Tuy, ratifica sus investigaciones, lo cual le merece recibir un cable desde Brasil firmado por el científico Carlos Chaga.
1926- Este año según un censo la población tereseña es de 9.108 hab.
Es pleno gobierno gomecista y se construye la carretera que une a Petare, Mariche, Sta. Lucía y Santa Teresa en un recorrido de 62 km.
El Sr. Roseliano Sosa instala la primera bomba de gasolina, la segunda sería instalada por el Sr. Avelino Hernández posteriormente. Se dice que el Sr. Pepe Otero trajo el primer carro a esta población.
Llega la luz de Cúa para todos los pueblos del Tuy. Y contamos con el que luego sería conocido como el Puente Viejo sobre el Río Tuy en nuestra población.
1929-El Sr. Francisco García empieza a surtir de agua a la población haciendo la extracción con una bomba desde el río Tuy.
1934- A fines de este año Los Hermanos Larralde, especialistas en Rayos X, llegan a la población para prestar un servicio privado a un hijo de Don Sebastián Suárez, es así como los tereseños conocen lo que es este servicio médico.
1935- A la caída del gobierno gomecista los tereseños también manifiestan en contra de los personeros de ese régimen en la población.
1936- Según el censo en Santa Teresa del Tuy hay 9.588 h
1938- Este año haciendo uso del ferrocarril visita la población tereseña el general Eleazar López Contreras, presidente de la República; le acompañan la primera dama María Teresa, su ministro de sanidad Julián Álvarez, el gobernador del estado Miranda gral. Ramón Ayala, y el general Elbano Mibelli gobernador de Caracas y dueño de la Hda. Mopia.
Durante esta visita los tereseños plantean la necesidad de un servicio médico organizado y el Gral. López se compromete a atender esa solicitud.
1940-Funciona en esta población la maternidad de pino, que prestaba sus servicios tanto a tereseños como a madres de las poblaciones vecinas, entre su personal se recuerda a personas como Carmen Gómez y María Jiménez.
De aquellos primeros tiempos del siglo XX hay que recordar a varios personajes que atendían los servicios de salud: y farmacia: Dr. Vargas Toledo, Dr. José Sahagún, Dr. Goméz, Dr. Aurrecochea, Dr. Quintero. Dr. Santana,; Don José Vicente Álvarez, Don Julio Hermoso que fue dentista y jefe de estación.
Mediante los pocos radios los tereseños conocen noticias de la Segunda Guerra Mundial, las comedias, música, etc
1941- Según el censo la población tereseña es de 9235 hab. de los cuales 2127 habitan en el centro de la población, el resto estaba en los barrios, vecindarios y caseríos de la época como eran: La tortuga, La puya, Las monjas, La ceiba, El rincón, Agua Amarilla, La Palma, Taguaza, Gato Alzado, Casupo, Morocopo, Quebra´deagua
1945- Un piloto Militar de Apellido Ochoa realiza un aterrizaje forzoso en esta población el 13 de septiembre.
1946- Muere el general Mibelli, el 26 de junio, uno de los personajes que más influyo en la economía tereseña de comienzo de siglos.
De aquella economía agrícola -pecuaria y comercial de los primera mitad del siglo 20 hay que recordar a Don Jacobo Enacan e hijos, Don José Ortiz, Don Avelino Hernández, Don Juan Mejías, Don Julio González, Don Juan José Muñoz, Don Issac Bendahan, Don Ezequiel Pantoja. Don Félix Cuba, Don Guillermo Pérez, Don Pepe Otero, etc.
1949- Este año el gobernador de Miranda, Julio César Vargas inaugura el acueducto de la población.
Las calles son de tierra y en las principales hay aceras y cunetas de cemento, en los corrales de las casas se construyen los excusados,
Las casas son de tapia y teja, hay muchos ranchos de baha-reque y techo de paja, las casas de comercio tienen argollas en sus aceras para amarrar las bestias de carga, en tiempos de fiestas patronales se trancaba la calle principal con talanqueras para los toros coleados.
1950- Hay según el censo 9.443 hab. en Santa Teresa.
Políticamente nuestra Jurisdicción sigue siendo distrito Paz castillo, en Sta Lucía esta la Prefectura, en Sta Teresa La jefatura civil; en Sta.Lucía están también la Inspectoría de tránsito y el Registro Subalterno.
Los servicios de Salud son dirigidos en esta década por el Dr. Víctor Obregón, en esta década destacaran en los servicios de enfermería personas como Bernarda Núñez, Vicenta Soto de González, Dilia Franco, Inés Rivas, etc. Se incorpora al laboratorio Pastora Ríos de Jacobs.
Desde la década anterior uno de los principales hospedajes es "Pensión Caracas"
En Educación funcionan las escuelas "Manuel Vicente Urbaneja"y "Luis Sanojo" ya han pasado los tiempos de maestras como Carmen María Maestre, Hnas. Soriano y Dolores González que murió en 1948.
En el aspecto religioso el padre Manuel Cañizares vive sus últimos años ,Pablo José Hernández nativo de esta población es el nuevo cura párroco, también hay creyentes evangélicos.
El Ing. Domingo Mombrunt dirigen los trabajos para construir la vialidad que conduce a Barlovento y Altagracia de Orituco atravesando lo que será después el parque Guatopo.
En el comercio de esta década destacan: Sr. Raimundo Álvarez, Hermanos Pérez Veliz, Hnos Sánchez, Sr. Luis Lejter, Sr. Vicente Delgado, Sr. Francisco García, Sr. Félix Balza; Sres Sebastián Suárez, Carlos J. Fernández, hnos. Enacan en ganadería. Y comercio.
Don Andrés Barrio Por sus facultades curativas mediante el uso de la botánica y el espiritismo. es muy conocido.
1951- Este año el 8 de diciembre surge "El centro Cultural" con jóvenes de la época, como Gilberto Alcalá, José Antonio Rodríguez, Metodio Ibarra, Herman Lejter. En 1954 se consolida como "Centro Social Cultural Juan España"
1955- Muere el 14 de marzo el padre Manuel Cañizares, siendo sepultado en la iglesia.
1956- Para este año Sta Teresa cuenta con una agencia de automóviles de Jesús Velásquez frente a la plaza Bolívar.
Esta en funciones el primer colegio privado de la población "Santo ángel"; Una colonia masiva de Italianos construye en Seuce la urb. "Paraíso del Tuy"
Anualmente se celebra la Semana de la Patria que culmina el 5 de julio con un desfile cívico - militar.
Se cuenta con un comando de la guardia nacional.
En esta década el Dr. Víctor Obregón apoya la construcción de viviendas populares a familias de escasos recursos. Trabaja por la organización del primer Kinder y la Casa-Cuna "Berta Naranjo".
Para fines de la década se organizan verbenas en el "Centro Juan España" para los fondos de construcción de una nueva iglesia.
1958- Se inicia la democracia. Se crea El parque Guatopo que ocupa buena parte de nuestro municipio; se instala la empresa Triplex, primera fábrica de la población en democracia. Con la democracia se construyen cloacas, se arreglan calles, Se construyen Grupos escolares, se funda el "Orfeón Santa Teresa", La biblioteca "Juan V. González"
Se organiza La línea Paz castillo. Se inaugura el Frigorífico "El Tuy" en los linderos del Municipio, Se inaugura La Subestación de Cadafe.
El sacerdote de la época Pascual Arana ayuda a la población con Cáritas y Alianza para el Progreso.
1967- La Asamblea Legislativa del estado Miranda decreta el 5 de diciembre la creación del distrito Independencia. Contamos con la urb. "Las Flores" y "El Habanero".
1968- Se instala la sede del Banco Unión, luego se instalaran otras instituciones bancarias..
1971- La población es de 14.536 habitantes. Se cumplen 200 años de elevación a parroquia, se estrena la nueva estatua del Libertador.
Se conmemoran los 200 años de la parroquia con la inauguración de la nueva plaza y estatua de Simón Bolívar y la asistencia del Presidente Caldera y el gobernador Daniel Scott. Se desarrollan las urbanizaciones industriales El Cujial y Dos Lagunas.
Contamos con el Registro Subalterno. Se pone en servicio el nuevo acueducto.
1973- Se inaugura "Ciudad Losada"; Empieza a desarrollarse nuevas urbanizaciones.
En esta década se crean diversas instituciones privadas. Y varios bancos comerciales.
En esta década se crea la Banda Ciudadana y el Club de Leones. Se crea en esta década el grupo médico Independencia con varias especialidades.
1976- Se inicia el desarrollo industrial de Paraíso del Tuy con el apoyo de Corpoindustria para descongestionar a Caracas. Es posible adquirir un apartamento con Bs. 50.000 de inicial y un carro con Bs. 15.000 de inicial
Década de los 80- Según el censo somos 36.329 habitantes.
En esta década continua la construcción de edificios en el centro de la población y en la urbanización Las Flores, se construye la urbanización La Esperanza, se inician primero el desarrollo urbanístico de Las Dos Lagunas y luego el de Cartanal que en pocos años se constituirán en parroquia.
Es una década en la cual se celebran carnavales turísticos con carrozas durante varios años.
1989 - Se vivió en Santa Teresa el sacudón del 27 y 28 de febrero, comercios totalmente saqueados y la represión de la policía y el ejército para controlarlos.
Década de los 90- Vivimos los golpes de estado. Un sentimiento de apoyo a los comandantes se género en la comunidad.
Vivimos la quiebra de los bancos Latino e Italo en sus sedes locales. Funciona la Cámara de Comerciantes e industriales.
Tenemos dos parroquias Santa Teresa y Cartanal que celebra su fecha aniversaria de constitución el 15 de agosto de 1991
Dejamos de ser distrito por la Ley de Régimen Municipal y Pasamos a ser Municipio Autónomo Independencia con la nueva figura del alcalde representada primero por Freddy Camacaro y luego por Carlos Conde.
Vivimos por un día la crecida y desborde del caudaloso río Tuy de otros siglos.
El 15 de octubre de 1998 se efectúa la Sesión Solemne en la plaza Bolívar en honor a Santa Teresa de Jesús, el Orador de Orden es el Dr. Fernando Miralles Presidente de Venezolana de Televisión.
Se empieza hablar de 300.000 hab. extraoficialmente.
12 de marzo de 1999, se celebra con un desfile el Día de la Bandera el Orador de Orden el la plaza Miranda es Jesús Antonio Silva.
15 de octubre de 1999, se celebra la Sesión Solemne en honor a Santa Teresa de Jesús, siendo el Orador de Orden el gobernador del Estado Miranda Enrique Mendoza, quien bautiza el Libro del Profesor Rafael González "Homónimos y Epónimos de Santa Teresa" la misa la oficia por el Obispo Ovidio Pérez Morales.
2000
- Santa Teresa del Tuy como capital del municipio Independencia llega al año 2000 con una población de crecimiento acelerado, cada año surgen nuevas instituciones educativas, el comercio ocupa prácticamente toda la fachada de las calles del principales y transversales de la población; las barriadas populares ocupan todo el municipio, los servicios se hace insuficientes y la política se vive activamente, la cultura se esfuerza por tener su lugar

El municipio Independencia también recibe parte de la población del estado Vargas, la cual contribuirá a incrementar el censo del próximo 2001
El 8 de agosto del 2000 el Dr. Wilmer Andrés Salazar Zamora se juramenta como nuevo alcalde del Municipio Independencia.
El 15 de octubre, Se celebra la Sesión Solemne en honor a Santa Teresa de Jesús, siendo el Orador de Orden Jesús Antonio Silva autor de "Santa Theresa, Más de 235 años", la misa es oficiada por el Obispo Trino Valera.
2001
En este año la nota comercial más notable fue el haberse instalado la empresa McDonald's.
Una antigua tradición "La Santísima Cruz de Mayo" es rescatada el 3 de mayo por un proyecto de Jesús Silva y ejecutado por el alcalde Wilmer Salazar.
El 19 de abril en Sesión Solemne se Juramenta el Consejo Consultivo de la Orden General en Jefe 
José Félix Ribas integrado por el Top. Jesús Silva Yrazabal, Lic. José Luis Díaz y el Prof. Eladio Sánchez.
15 de octubre, se celebra las fiestas patronales en honor a Santa Teresa del Jesús, el Orador de Orden es el Lic. Germán Lejter fundador del Centro Cultural Juan España.
2002
28 de febrero, se efectúa la Sesión Solemne en honor a la Juventud, y se otorga por primera vez la Condecoración Municipal "General en Jefe José Félix Ribas" diseñada por el Consejo de la Orden.
15 de octubre se celebran las fiestas patronales en honor a Santa Teresa de Jesús la misa es oficiada por el Obispo Monseñor Ovidio Pérez Morales, el Orador de Orden en la Sesión Solemne del municipio Independencia es Joseh Dao.
2016
Apogeo de la crisis socioeconómica en Venezuela.
2017
Comienzan los problemas del gas, agua y electricidad en Santa Teresa del Tuy y la parroquia Caltanal.
2018
Corrupción por parte de las autoridades de la alcaldía de los productos CLAP.
2019
Este año se producen dos mega apagones a nivel nacional el 7 y 25 de marzo, se sienten también el Santa Teresa del Tuy sobre todo en Hospitales y CDI, como consecuencia se interrumpa el servicio de agua y en las plataformas bancarias.
2020
Mejoramiento en la infraestructura de hospitales, calles, iluminación y la mejora del transporte público en Santa Teresa del Tuy y Cartanal
2021
Corrupción con los medicamentos del COVID-19 en los CDI, mejora de la obtención de Gas Natural para el Municipio. El 23 de marzo Paula Fontana se perdió y sobrevivió.